# Josef Vyjídáček
Josef Vyjídáček, křtěný Josef, psán též Vyjidáček (30. prosince 1877 Nová Ulice – 5. srpna 1943 Prostějov) byl český akademický malíř a figuralista, původním povoláním zedník.

## Život

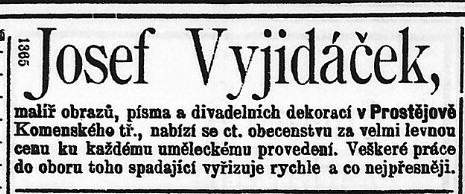
Inzerát Josefa Vyjidáčka, 1908

Josef Vyjídáček se narodil v Nové Ulici svobodné matce Marii rodem Vyjídáčkové z Rymice. Později studoval malířskou akademii ve Vídni. V roce 1902 se v Prostějově oženil s Marií Berkovou a poté pracoval u kostelního malíře a zlatníka Jindřicha Taschnera. V červenci roku 1918 ovdověl a v listopadu téhož roku se podruhé oženil s Hedvikou Schneiderovou. Zde také v roce 1943 zemřel na tuberkulozu.

## Dílo
Působil převážně na Prostějovsku, kde se podílel na výzdobě více než padesáti kostelů. Mezi jeho díla patří výzdoba kostela sv. Mikuláše v Topolanech, na které pracoval v letech 1933 až 1934. Na klenbě chrámové lodi vytvořil Poslední večeři a Návrat marnotratného syna. Klenbu presbytáře zdobí Korunování Panny Marie. Používal temperové barvy. V roce 1940 pracoval na interiéru kostela sv. Petra a Pavla v Prostějově, dominantou zde je obraz na stropě lodi kostela, znázorňující kázání sv. Pavla mezi pohany. Nad kněžištěm je zobrazen sv. Petr jako první papež, Matka Spasitele je vyobrazena na oblouku pod chórem. V témže roce se podílel na opravě obrazů v kostele sv. Marka v Litovli. Jeho práce lze nalézt také ve farním kostele sv. Cyrila a Metoděje v římskokatolické farnosti Zlobice.
Je autorem maleb křížové cesty ke kostelu Svatých Andělů Strážných ve Strážisku v okrese Prostějov.

## Galerie

Akt (olej plátně adjustováno na kartonu) 1917
Modlitba (olej na plátně)
Dva starci a Zuzana (olej na plátně) 1929
Dřevorubec (olej na plátně) 1932
Zátiší s květinami a ovocem (olej na plátně)
Zátiší s kachnou a ovocem (olej na plátně)
Žena s dívkou (olej na plátně) 1933